# Edward Bury
Edward Bury (22 de octubre de 1794 - 25 de noviembre de 1858) fue un fabricante de locomotoras inglés. Desarrolló la Locomotora Bury de bastidor de barras, un diseño de peso reducido que perduró durante más de medio siglo. 

## Semblanza

### Primeros años
Bury nació en Salford, Lancashire. Era hijo de un comerciante de madera, y se educó en Chester. 
Hacia 1823 era socio en el aserradero accionado con máquinas de vapor de Gregson y Bury en Toxteth Park, Liverpool, pero en 1826 se estableció una fundición de hierro, donde ejercía como ingeniero de hierro. Sus locales originales estaban en Tabley Street, cerca de los talleres del Ferrocarril de Liverpool y Mánchester. Esperaba suministrar locomotoras a esta línea, pero la oposición del ingeniero del L&M, George Stephenson, frustró esta iniciativa. 

### Talleres de Máquinas de Vapor y Fundición Clarence
Trasladó sus talleres a una nueva instalación en Love Lane, Liverpool, junto al Canal de Leeds y Liverpool y cerca del muelle de Clarence, de ahí el nombre de Clarence Foundry and Steam Engine Works. En esta época contrató como gerente a James Kennedy, quien había adquirido experiencia en la construcción de locomotoras trabajando para George Stephenson y para Mather, Dixon and Company. La primera locomotora construida por Edward Bury and Company, la Dreadnought, tenía la intención de competir en el Concurso de Rainhill, pero no se pudo terminar a tiempo. Era una 0-6-0 que realizó trabajos de vía en el L&MR, pero se dice que fue criticada por disponer de seis ruedas. Fue vendida al Ferrocarril de Bolton y Leigh en 1831. 

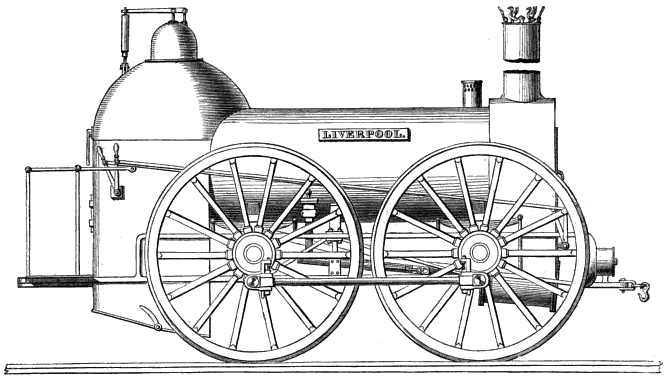
Locomotora Liverpool, construida para el ferrocarril de Liverpool y Mánchester en 1830 con ruedas de 6 pies

La segunda locomotora Liverpool de Bury disponía de cuatro ruedas, y fue probada en el Liverpool y Mánchester, pero la objeción esta vez fue el tamaño de las ruedas, 6 pies de diámetro, descrito como "peligroso" por George Stephenson. Las ruedas se redujeron a 4 pies 6 pulgadas, pero esta máquina también fue a parar al Bolton & Leigh. A partir de entonces, Bury solo logró vender una máquina, la Liver, al Ferrocarril de Liverpool y Mánchester. 
La Liverpool combinaba cilindros interiores casi horizontales con una caldera multitubular y un característico fogón cubierto con una cúpula semiesférica. Estaba montada sobre un bastidor de barras de hierro forjado simple dentro de las ruedas, en lugar de marcos exteriores de madera y sub-marcos de hierro interiores. Este fue un diseño bien pensado y avanzado, que perduró durante medio siglo. La mayoría de las locomotoras posteriores de Bury siguieron este mismo diseño básico, que fue copiado por otras empresas, tanto en Europa como en EE. UU.

### Ferrocarril de Londres y Birmingham
En 1836, Bury se convirtió en el contratista de la tracción en el nuevo Ferrocarril de Londres y Birmingham; la compañía ferroviaria proporcionaría locomotoras según las especificaciones de Bury, mientras que las mantendría en buen estado y transportaría a cada pasajero a un farthing (1/960 de libra esterlina) por milla, y cada tonelada de mercancías a medio penique por milla; los trenes de pasajeros se limitaron a 12 coches y la velocidad no excedería de 22,5 mph (36,2 kilómetros por hora). Este sistema nunca funcionó en la práctica y en julio de 1839 el contrato fue anulado. Bury se convirtió en el Gerente del Departamento de Locomotoras, recibiendo su salario con una bonificación vinculada a las ganancias. Al principio, adoptó una política firme de usar solo máquinas de 4 ruedas. Del parque original de 90 locomotoras del L&BR, la firma de Bury construyó exactamente la mitad. 

### Bury, Curtis y Kennedy

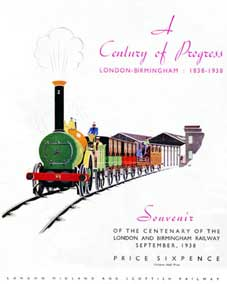
Centenario del Ferrocarril de Londres y Birmingham, recuerdo de 1938 del LMS con una imagen de la locomotora 2-2-0 de Edward Bury

Después de asociarse con su gerente James Kennedy, junto con Timothy Abraham Curtis y John Vernon, la firma pasó a llamarse Bury, Curtis and Kennedy en 1842. 

### Ferrocarril de Londres y del Noroeste
El L&BR se convirtió en parte del Ferrocarril de Londres y del Noroeste en 1846; Bury continuó como Superintendente de locomotoras de la División Sur de la L&NWR, pero renunció al cargo en marzo de 1847. 

### Gran Ferrocarril del Norte
Se convirtió en ingeniero de locomotoras en el nuevo Gran Ferrocarril del Norte en febrero de 1848 y en junio de 1849 también fue nombrado gerente general de la línea por sus méritos. Después de una acusación (posiblemente maliciosa) de que había hecho un pequeño pedido de herrajes con una empresa con la que estaba asociado, renunció a este cargo en marzo de 1850. 

### Bedford, Burys & Co
En 1852 se asoció en una acería de Sheffield con Charles Cammell, y en 1855 fundó otra acería con su hijo, William Tarleton Bury y con John Bedford, como Bedford, Burys & Co, Regent Works, Sheffield. Había sido asesor sobre la construcción de tres ciudades ferroviarias, Swindon, Wolverton y Doncaster.

## Honores
Sus logros de ingeniería fueron reconocidos cuando en 1844 se le eligió miembro de la Royal Society. También fue miembro de la Ral Sociedad Astronómica, miembro de la Royal Historical Society, miembro de la Sociedad Smeatoniana de Ingenieros Civiles y miembro de la Institution of Civil Engineers. 

## Familia
Se había casado el 4 de marzo de 1830 con Priscilla Susan Falkner (1799-1872), botánica e ilustradora, hija de un rico comerciante de Liverpool. Entre 1852 y 1860, Bury y su familia vivieron en Hillsborough Hall. Una placa junto a la puerta principal del edificio actual conmemora la residencia de la familia.

## Muerte
Se retiró a Croft Lodge, Ambleside, pero enfermó en 1858 y murió el 25 de noviembre en Scarborough, donde fue enterrado. 